# Districtul Gyula
Gyula (în maghiară Gyulai járás) este un district în județul Békés, Ungaria.
Districtul are o suprafață de 413,22 km2 și o populație de 41.579 locuitori (2013).